# Monosyntaxis metallescens
Monosyntaxis metallescens är en fjärilsart som beskrevs av Rothschild 1912. Monosyntaxis metallescens ingår i släktet Monosyntaxis och familjen björnspinnare. Inga underarter finns listade i Catalogue of Life.